# Station Twardów
Station Twardów is een spoorwegstation in de Poolse plaats Twardów.